# Frank Keating

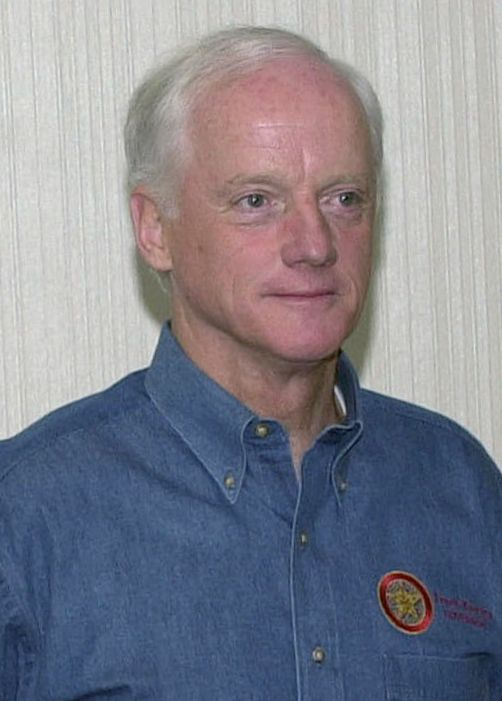
Frank Keating (2001)

Francis Anthony „Frank“ Keating (* 10. Februar 1944 in St. Louis, Missouri) ist ein US-amerikanischer Jurist und Politiker (Republikanische Partei) und ehemaliger Gouverneur des Bundesstaates Oklahoma.

## Frühe Jahre und politischer Aufstieg
Frank Keating wurde in St. Louis geboren, wuchs aber in Tulsa (Oklahoma) auf; später studierte er bis 1966 an der Georgetown University. Danach absolvierte er an der University of Oklahoma ein Jurastudium, das er im Jahr 1969 abschloss. Vor seiner politischen Laufbahn arbeitete er einige Jahre für das FBI.
Von 1973 bis 1975 gehörte er dem Repräsentantenhaus von Oklahoma an, danach saß er von 1975 bis 1981 im Staatssenat. Im Jahr 1981 wurde er Bundesstaatsanwalt für den nördlichen Teil von Oklahoma. Unter den Präsidenten Ronald Reagan und George Bush war er unter anderem Staatssekretär im Finanzministerium (Assistant Secretary of the Treasury). Während der Amtszeit dieser Präsidenten war Keating auch noch in anderen Bundesministerien in höheren Ämtern tätig. So bekleidete er von 1988 bis 1990 als Associate Attorney General die dritthöchste Position im Justizministerium; danach war er bis 1993 stellvertretender Bauminister (Deputy Secretary of Housing and Urban Development).
Im Jahr 1994 wurde Frank Keating zum neuen Gouverneur seines Staates gewählt. Er kam nur auf 46,9 Prozent der Stimmen, profitierte aber von einer Spaltung der Demokraten. Jack Mildren hatte sich in deren Primary gegen Wes Watkins durchgesetzt, der dann aber als unabhängiger Kandidat antrat und mit einem Anteil von 23,5 Prozent Platz drei hinter Mildren (29,6) belegte.

## Gouverneur von Oklahoma
Keating trat sein neues Amt am 9. Januar 1995 an. Nach einer Wiederwahl im Jahr 1998 – diesmal siegte er deutlich mit 57,9 Prozent der Stimmen gegen Laura Boyd – konnte er es bis zum 13. Januar 2003 ausüben. In seiner Amtszeit entstanden in Oklahoma fast 200.000 neue Arbeitsplätze. Er unterstützte eine Schulreform, den Umweltschutz, den Ausbau der Straßen und eine strengere Auslegung der Strafgesetze. Als Gouverneur musste er sich auch mit den Nachwirkungen eines Bombenanschlags auf ein Bundesgebäude in Oklahoma City auseinandersetzen. In seiner Amtszeit wurde die lange geplante Kuppel des Kapitols fertiggestellt. Nach den Terroranschlägen am 11. September 2001 wurde auch Oklahoma von der einsetzenden wirtschaftlichen Depression erfasst, die den Aufschwung beendete.

## Weiterer Lebenslauf
Auch nach dem Ende seiner Gouverneurszeit blieb Keating politisch aktiv. Bereits im Jahr 2000 war er als republikanischer Vizepräsidentschaftskandidat im Gespräch. Er war auch ein möglicher Kandidat für das Amt des Justizministers unter Präsident George W. Bush, schied aber wegen umstrittener Annahmen von Geschenken während seiner Gouverneurszeit frühzeitig als Kandidat aus. Keating wurde dann Präsident des Rates der amerikanischen Lebensversicherer (American Council of Life Insurers) von Januar 2003 bis 2011. Während eines Besuchs in South Carolina am 20. Dezember 2006 gab Keating sein Interesse an einer Kandidatur für die US-Präsidentschaftswahl 2008 bekannt. Im Januar 2007 erklärte er seinen Verzicht. Im folgenden Wahlkampf unterstützte er John McCain.
Als praktizierender Katholik wurde Keating im Jahr 2002 von den katholischen Bischöfen der USA zum Vorsitzenden einer Untersuchungskommission berufen, die sich mit dem sexuellen Missbrauch von Minderjährigen durch katholische Priester befasste. Heute lebt Frank Keating in McLean in Virginia. Er ist mit Catherine Dunn Heller verheiratet, mit der er drei Kinder hat. Von 1. Januar 2011 bis 2015 war er CEO der American Bankers Association.